# SEVEN STARS (ET-KINGのアルバム)
『SEVEN STARS』（セブンスターズ）は、日本のJ-POPグループであるET-KINGのメジャー4枚目のアルバム。発売元は、ユニバーサルミュージック。

## 解説
2011年でメジャー･デビュー5周年となる、ET-KINGの約2年ぶり4枚目のフルアルバム。シングル曲「約束」「サクラサク」に加え、『ET-KING歌笑劇 ～焚き火～』の主題歌「俺達のブルース」などを収録。また、久保田真悟、アーツことDJ ARTS a.k.a ALL BACK、GRPなどのプロデュースにより、ドゥーワップやブルースに様々なメッセージを詰め込んでいる。
販促のためアルバム収録曲を、メンバー自ら解説した動画をYouTubeに公開したり、購入者応募特典としてライブのバックステージに招待や、チケット先行予約などを行った。

## 収録曲
- 1.2.6.7以外作詞:ET-KING

1. 約束(5:40)
作詞:Shingo Kubota、
ET-KING
作曲:Shingo Kubota
編曲:Shingo Kubota
2. ずっと2人で(3:39)
作詞:原田アツシ、ET-KING
作曲:原田アツシ、ET-KING
編曲:原田アツシ
3. 恋の白銀エクスプレス(3:51)
作曲:イトキン
編曲:イトキン、DJ BOOBY
4. ただいまおかえり(4:37)
作曲:ET-KING
編曲:GRP
5. 君にとどけ(4:49)
作曲:ET-KING
編曲:GRP
6. こんないい夜(5:23)
作詞:イトキン
作曲:イトキン
編曲:アーツ
7. 俺達のブルース(3:13)
作詞:イトキン
作曲:イトキン
編曲:アーツ
8. コーヒーブラック(3:16)
作曲:イトキン
編曲:アーツ
9. シンデレラ(4:11)
作曲:ET-KING、アーツ
編曲:アーツ
10. 星空のバラード(4:31)
作曲:イトキン
編曲:森俊也
11. ともしび(4:15)
作曲:ET-KING、アーツ
編曲:アーツ
12. サクラサク(4:56)
作曲:イトキン、アーツ
編曲:ET-KING、アーツ、
河野伸
13. ダンスホールナンバー(3:47)
作曲:イトキン
編曲:イトキン、DJ BOOBY

(アーツ=
DJ ARTS a.k.a ALL BACK)